# Oids
Oids — компьютерная игра, выпущенная в 1987 году компанией FTL Games, изначально на Atari ST, с последующим переизданием для Apple Macintosh. В 2002 году был выпущен ремейк игры для классической Mac OS под названием Oids 2.0. В 2014 году путём реверс-инжиниринга версии для Atari ST был создан порт на Amiga.

## Игровой процесс
По духу и игровому процессу игра похожа на классические аркадные игры Space War, Asteroids, Gravitar и Escape Velocity. В целом игровой процесс можно описать как смесь Gravitar и Choplifter!: игрок управляет тягой и направлением полёта космического корабля, пробираясь по лабиринтам на нескольких планетах, чтобы спасти андроидов («оиды» из названия), которых заставляют работать на фабриках. Необходимо избегать столкновений с ландшафтом и противостоять защитным системам фабрик, таким как пушки, управляемые ракеты, космические корабли, отталкиватели, притягиватели, мины и тому подобное. У корабля есть два вида оружия (пулемёт и бомбы) и щит, включение которого расходует топливо, также необходимое для полёта. После уничтожения фабрики «оиды» садятся на корабль, и действие переходит на следующую планету.
К игре прилагается редактор уровней, позволяющий игрокам создавать дополнительный контент для игры. Созданными комплектами уровней можно было обмениваться, а предоставляемые редактором возможности были достаточно велики, чтобы обеспечить простор для творчества.

## Восприятие
Compute! похвалил звук и графику игры, назвав её «победителем». Обозреватели журнала Dragon дали игре оценку 5 из 5 звезд. В целом игра получила достаточно высокие оценки на обеих платформах, на которых изначально вышла, однако оказалась в тени более успешного Dungeon Master, также разработанного FTL Games, и не получила широкой известности. Игра была включена The Guardian в перечень 30 забытых временем компьютерных игр.